# Ischenrode
Ischenrode ist der südlichste Ortsteil der Gemeinde Gleichen im Landkreis Göttingen und hat 131 Einwohner (Stand: 1. Januar 2024). Der Ort liegt im Tal eines Zuflusses des Wendebachs am südöstlichen Rand des Reinhäuser Waldes. Nachbarorte sind Lichtenhagen im Westen, Bremke im Norden und Rohrberg im Süden.

## Geschichte
Die erste überlieferte schriftliche Erwähnung ist in einer Urkunde des Jahres 1168 (Fälschung des 13. Jahrhunderts) erhalten, in der Heinrich der Löwe verschiedene Besitzungen des Klosters Reinhausen bestätigt, darunter auch vier Hufen in Diskenroth. Eine weitere frühe Erwähnung aus dem Jahr 1207 findet sich im Urkundenbuch des Klosters Reinhausen. Weitere frühere Namensformen sind Tischenroth (um 1250), Giskenroth (1262), Tyschenrode (1318) und Isekenrode (1338). Die heutige Form Ischenrode ist erstmals 1541 schriftlich festgehalten. Auf einer Karte aus dem Jahr 1785 sind für Ischenrode 21 Feuerstellen angegeben. Die Protestanten in Ischenrode gehören zur ev.-luth. Kirchengemeinde St. Matthias in Bremke.
Am 1. Januar 1973 wurde Ischenrode in die neue Gemeinde Gleichen eingegliedert.

## Politik

### Ortsrat
Der Ortsrat setzt sich aus fünf Ratsfrauen und Ratsherren zusammen.
- Wählergemeinschaft Ischenrode: fünf Sitze

(Stand: Kommunalwahl am 12. September 2021)

### Ortsbürgermeister
Ortsbürgermeister ist Sascha Köhler.

### Wappen
| Wappen von Ischenrode | Blasonierung: „In Silber (Weiß) drei grüne Lindenblätter in Dreipassstellung (2:1).“ |
| Wappen von Ischenrode | Wappenbegründung: Das von Otto Rössler von Wildenhain entworfene Wappen wurde vom niedersächsischen Ministerium des Inneren am 13. Januar 1950 genehmigt. Es bezieht sich auf die Lage des Dorfes, welches vom Wald umgeben ist. |

## Sehenswürdigkeiten
- Ischenröder Schweiz

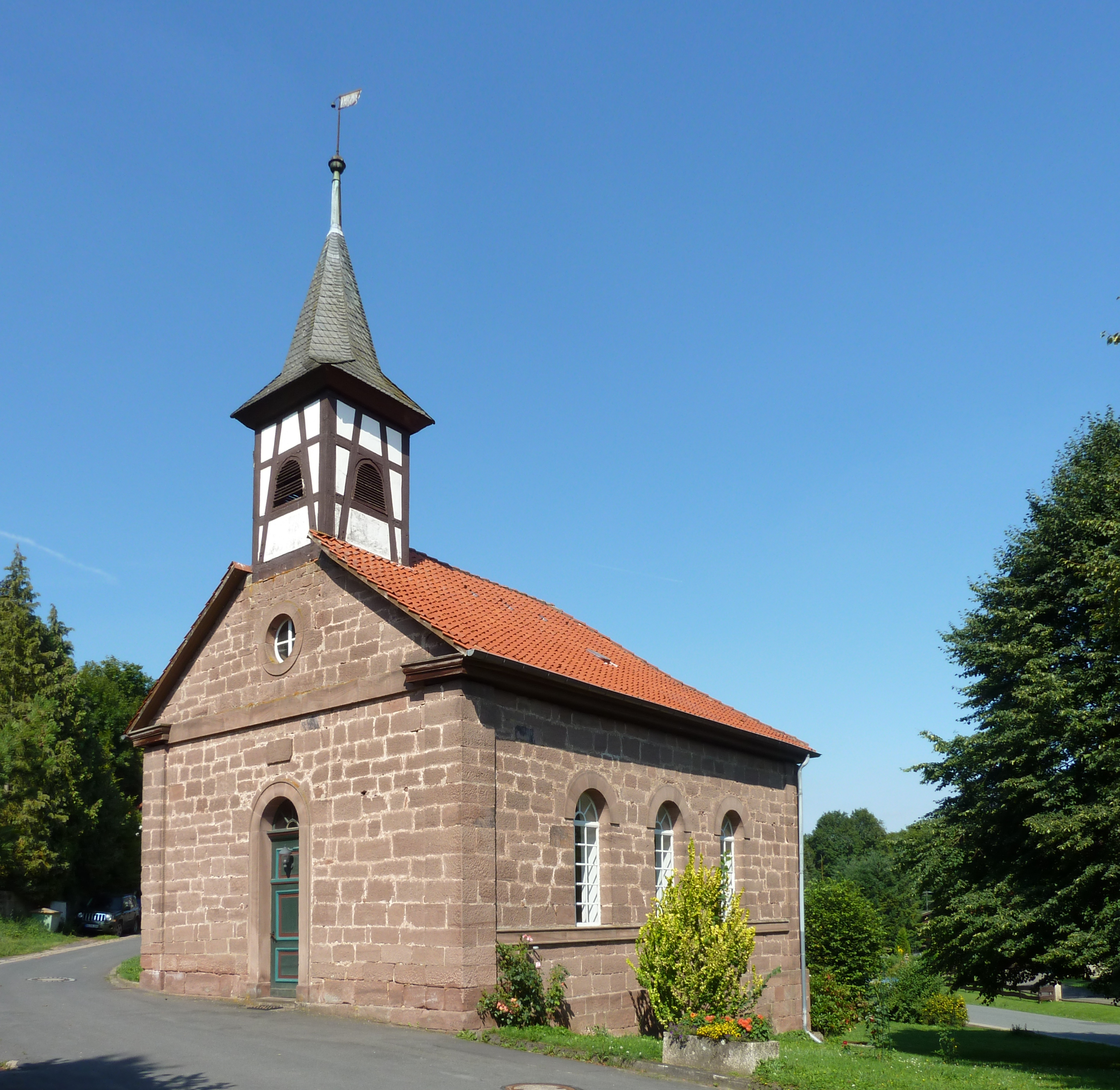
Kapelle in Ischenrode

- Kapelle Ischenrode, erbaut 1846. Ihr ging ein hölzerner Vorgängerbau voraus, welcher aus dem Jahr 1606 stammte.[10]